# نيو ساينتست
نيو ساينتست (بالإنجليزية: New Scientist) ومعناها  العالم الجديد بكسر اللام في العالم، هي مجلة علوم أسبوعية تغطي آخر التطورات في العلوم التكنولوجيا لعموم متحدثي اللغة الإنجليزية. وقد تم إنشاء المجلة عام 1956 من قبل Reed Business Information Ltd

## وصلات خارجية
- الموقع الرسمي